# مهندسون بلا حدود الدولية
مهندسون بلا حدود الدولية (بالإنجليزية: Engineers Without Borders International، واختصارًا: EWB-I)‏ هي منظَّمة هندسية إنسانية غير حكومية دولية، تهدف للتعاون وتبادل المعلومات بين منظمات مهندسون بلا حدود الموجودة في العديد من دول العالم. تساعد مهندسون بلا حدود الدولية المنظمات الأعضاء على تطوير قدرتها على مساعدة المجتمعات المحرومة في بلدانهم وحول العالم.

## المنظمات الأعضاء
- مهندسون بلا حدود (نيجيريا)
- مهندسون بلا حدود (النرويج)
- مهندسون بلا حدود (المملكة العربية السعودية)
- مهندسون بلا حدود (فلسطين)
- مهندسون بلا حدود (بنما)
- مهندسون بلا حدود (بيرو)
- مهندسون بلا حدود (البرتغال)
- مهندسون بلا حدود (قطر)
- مهندسون بلا حدود (رواندا)
- مهندسون بلا حدود (تركيا)
- مهندسون بلا حدود (الولايات المتحدة الأمريكية)
- مهندسون بلا حدود (الإمارات العربية المتحدة)
- مهندسون بلا حدود (المملكة المتحدة)
- مهندسون بلا حدود (سيراليون)
- مهندسون بلا حدود (سنغافورة)
- مهندسون بلا حدود (جنوب إفريقيا)
- مهندسون بلا حدود (سري لانكا)
- مهندسون بلا حدود (السودان)
- مهندسون بلا حدود (السويد)
- مهندسون بلا حدود (سويسرا)
- مهندسون بلا حدود (سوريا)
- مهندسون بلا حدود (أوغندا)
- مهندسون بلا حدود (أوكرانيا)
- مهندسون بلا حدود (الأرجنتين)
- مهندسون بلا حدود (أستراليا)
- مهندسون بلا حدود (بنغلاديش)
- مهندسون بلا حدود (بلجيكا)
- مهندسون بلا حدود (بوليفيا)
- مهندسون بلا حدود (البرازيل)
- مهندسون بلا حدود (بوروندي)
- مهندسون بلا حدود (كمبوديا)
- مهندسون بلا حدود (الكاميرون)
- مهندسون بلا حدود (كندا)
- مهندسون بلا حدود (تشيلي)
- مهندسون بلا حدود (كولومبيا)
- مهندسون بلا حدود (الكونغو)
- مهندسون بلا حدود (كوت ديفوار)
- مهندسون بلا حدود (الدنمارك)
- مهندسون بلا حدود (إكوادور)
- مهندسون بلا حدود (فنلندا)
- مهندسون بلا حدود (الغابون)
- مهندسون بلا حدود (ألمانيا
- مهندسون بلا حدود (غانا)
- مهندسون بلا حدود (اليونان)
- مهندسون بلا حدود (هندوراس)
- مهندسون بلا حدود (هونغ كونغ)
- مهندسون بلا حدود (الهند)
- مهندسون بلا حدود (إيران)
- مهندسون بلا حدود (العراق)
- مهندسون بلا حدود (الأردن)
- مهندسون بلا حدود (كينيا)
- مهندسون بلا حدود (كوريا)
- مهندسون بلا حدود (كوسوفو)
- مهندسون بلا حدود (الكويت)
- مهندسون بلا حدود (لبنان)
- مهندسون بلا حدود (مقدونيا)
- مهندسون بلا حدود (ماليزيا)
- مهندسون بلا حدود (المكسيك)
- مهندسون بلا حدود (المغرب)
- مهندسون بلا حدود (نيبال)
- مهندسون بلا حدود (هولندا)
- مهندسون بلا حدود (نيوزيلندا)

## وصلات خارجية
- الموقع الرسمي لمنظمة مهندسون بلا حدود الدولية (بالإنجليزية)